# Kuivaniemi
Kuivaniemi je bývalá obec v provincii Severní Pohjanmaa. V roce 2005 činila populace obce 2 001 lidí a rozkládala se na území o rozloze 961,72 km². Hustota zalidnění činila 2,1 obyvatel na km².
1. ledna 2007 se obec Kuivaniemi připojila k obci Ii.

## Různé
V Kuivaniemi se narodil finský hudebník a politik (poslanec za středovou stranu Suomen keskusta) Mikko Alatalo.